# Markku Uusipaavalniemi
Markku Uusipaavalniemi (n. 23 noiembrie 1966, Karkkila, Uusimaa Province⁠(d), Finlanda) este un politician ce a reprezentat Finlanda, medaliat olimpic. A participat la 2 ediții ale Jocurilor Olimpice (2002, 2006) în care a câștigat o medalie de argint.